# Pontinus nigropunctatus
El Pontinus nigropunctatus es una especie de pez de la familia Scorpaenidae. Es una especie marina oriundo del Atlántico sub-oriental, endémico de la Isla Santa Elena, que habita hasta profundidades de entre 146 y 183 m. 
Alcanzan una longitud máxima de unos 35 cm. Su carne es blanca y suave, por lo que se le considera apto para consumo humano.